# Nirmalpokhari
Nirmalpokhari (nep. निर्मल पोखरी) – gaun wikas samiti w zachodniej części Nepalu w strefie Gandaki w dystrykcie Kaski. Według nepalskiego spisu powszechnego z 2001 roku liczył on 1061 gospodarstw domowych i 4729 mieszkańców (2575 kobiet i 2154 mężczyzn).